# 卡爾庫塔 (印第安納州)
卡爾庫塔（英語：Calcutta）是位於美國印地安納州克萊縣的一個非建制地區。該地的面積和人口皆未知。

## 地理
卡爾庫塔的座標為39°36′15″N 87°04′10″W / 39.60417°N 87.06944°W，而該地的平均海拔高度為221米（即725英尺）。